# Ju-Jitsu ai Giochi mondiali 2022 - Sistema fighting 69 kg maschile
La gara di sistema fighting 69 kg maschile di ju-jitsu ai Giochi mondiali 2022 si è svolta il 16 luglio 2022 a Birmingham.

## Risultati

### Fase preliminare

#### Gruppo A
| Pos | Atleta           | G | W | L | PF | PA | PD  | Pts |
| --- | ---------------- | - | - | - | -- | -- | --- | --- |
| 1   | Jaschar Salmanow | 2 | 2 | 0 | 32 | 13 | +19 | 4   |
| 2   | Ivan Della Croce | 2 | 1 | 1 | 12 | 24 | −12 | 2   |
| 3   | Jesper Kilbak    | 2 | 0 | 2 | 23 | 30 | −7  | 0   |

#### Gruppo B
| Pos | Atleta                         | G | W | L | PF | PA | PD  | Pts |
| --- | ------------------------------ | - | - | - | -- | -- | --- | --- |
| 1   | Tim Toplak                     | 2 | 2 | 0 | 24 | 5  | +19 | 4   |
| 2   | Juan Manuel Domínguez Cortazzo | 2 | 1 | 1 | 16 | 19 | −3  | 2   |
| 3   | Eduardo Cortes                 | 2 | 0 | 2 | 9  | 25 | −16 | 0   |

### Fase finale
|  | Semifinale                     | Semifinale                     | Semifinale       |                  |                  | Finale                         | Finale                         | Finale            |  |
|  |                                |                                |                  |                  |                  |                                |                                |                   |  |
|  | Jaschar Salmanow               | Jaschar Salmanow               | 14               |                  |                  |                                |                                |                   |  |
|  | Jaschar Salmanow               | Jaschar Salmanow               | 14               |                  |                  |                                |                                |                   |  |
|  | Juan Manuel Domínguez Cortazzo | Juan Manuel Domínguez Cortazzo | 0                |                  |                  |                                |                                |                   |  |
|  | Juan Manuel Domínguez Cortazzo | Juan Manuel Domínguez Cortazzo | 0                |                  | Jaschar Salmanow | Jaschar Salmanow               | 12                             |                   |  |
|  |                                |                                |                  |                  | Jaschar Salmanow | Jaschar Salmanow               | 12                             |                   |  |
|  |                                |                                | Ivan Della Croce | Ivan Della Croce | 7                |                                |                                |                   |  |
|  | Tim Toplak                     | Tim Toplak                     | Ivan Della Croce | Ivan Della Croce | 7                | 7                              |                                |                   |  |
|  | Tim Toplak                     | Tim Toplak                     |                  |                  |                  | 7                              |                                |                   |  |
|  | Ivan Della Croce               | Ivan Della Croce               | 10               |                  |                  | Finalina 3º posto              | Finalina 3º posto              | Finalina 3º posto |  |
|  | Ivan Della Croce               | Ivan Della Croce               | 10               |                  |                  |                                |                                |                   |  |
|  |                                |                                |                  |                  |                  |                                |                                |                   |  |
|  |                                |                                |                  |                  |                  | Juan Manuel Domínguez Cortazzo | Juan Manuel Domínguez Cortazzo | 0                 |  |
|  |                                |                                |                  |                  |                  | Juan Manuel Domínguez Cortazzo | Juan Manuel Domínguez Cortazzo | 0                 |  |
|  |                                |                                |                  |                  |                  | Tim Toplak                     | Tim Toplak                     | 14                |  |